# درسو اوزالا (کتاب)

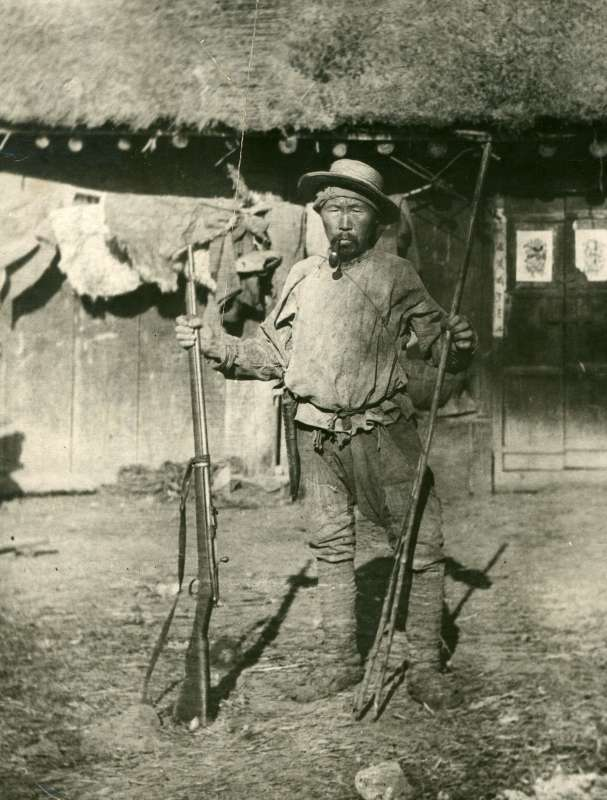
درسو اوزالا، عکس از و. آرسنیف

درسو اوزالا (روسی: Дерсу Узала؛ عنوان‌های جایگزین در ایالات متحده: With Dersu the Hunter و Dersu the Trapper) یک شرح حال نوشتهٔ جستجوگر روسی، ولادیمیر آرسنیف است که عمدتاً متمرکز بر سفرهایی است که به همراه درسو اوزالای شکارچی رفته‌است. کتاب در سال ۱۹۲۳ انتشار یافته‌است.

## طرح
کتاب آرسنیف در مورد سفرهای او در حوضه رودخانه اوسوری در شرق دور روسیه است. درسو اوزالا (زادهٔ ۱۸۴۹ - مرگ ۱۹۰۸) یک شکارچی از مردمان نانای بود که در طول سالهای ۱۹۰۲–۱۹۰۷ به عنوان راهنما برای اقدامات نقشه‌برداری آرسنیف وی و گروهش را همراهی می‌کرد و آنها را از گرسنگی و سرما را نجات می‌داد. آرسنیف او را مردی بزرگ توصیف کرده‌است، یک روح‌باور که حیوانات و گیاهان را با انسان برابر می‌بیند. از سال ۱۹۰۷، آرسنیف درسو را دعوت کرد تا در خانه اس در خاباروفسک زندگی کند، چراکه بینایی و دیگر حواس اوزالا با بالا رفتن سن شروع به ضعیف شدن کرده بودند و باعث ناتوانی او در شکار شده بودند. در بهار ۱۹۰۸، درسو با آرسنیف وداع کرد و به خانه اش در سرزمین پریمورسکی برگشت؛ جایی که اندکی بعد در همان‌جا کشته شد. بر اساس کتاب آرسنیف، درسو اوزالا در نزدیکی شهر کورفووسکی به قتل رسید و در یک قبر بی نشان در تایگا دفن شد.

## نسخه‌های روسی
- Дерсу Узала. Сквозь тайгу Издательство: Терра - Книжный клуб (۱۹۹۷) Н. Е. Кабанова (ed.) EAN 9785300010973 (English: Dersu Uzala. Taiga Publishing House: Terra Book Club) (1997) N. ya. Kabanov (ed.) EAN 9785300010973)

## ترجمه‌های انگلیسی
- With Dersu the Hunter: Adventures in the Taiga adapted by Anne Terry White
  - Pub: George Braziller 1965, A Venture Book, New York. شابک ‎۰−۸۰۷۶−۰۳۲۵−۲
- Dersu the Trapper translated by Malcolm Burr
  - Pub: Secker & Warburg, London 1939. First English edition.
  - Pub: E. P. Dutton & Co. , Inc. New York: 1941. شابک ‎۰−۹۲۹۷۰۱−۴۹−۶ First American edition.
  - Pub: McPherson and others, 1996, 2001. شابک ‎۰−۹۲۹۷۰۱−۴۹−۶. Mass market paperback.
- Dersu Uzala translated by Victor Shneerson
  - Pub: Foreign Languages Publishing House, Moscow, ca 1950
  - Pub: Raduga Moscow 1990, شابک ‎۵−۰۵−۰۰۲۸۲۲−۱
  - Pub: University Press of the Pacific 2004 شابک ‎۱−۴۱۰۲−۱۳۴۷−۱

## فیلم‌های اقتباس شده
- ۱۹۶۱ - درسو اوزالا (Дерсу Узала) اتحاد جماهیر شوروی، کارگردان آغاسی بابایان [Агаси Бабаян]
- ۱۹۷۵ - درسو اوزالا (Дерсу Узала) اتحاد جماهیر شوروی/ژاپن، کارگردان آکیرا کوروساوا[۱]